# Firebaugh

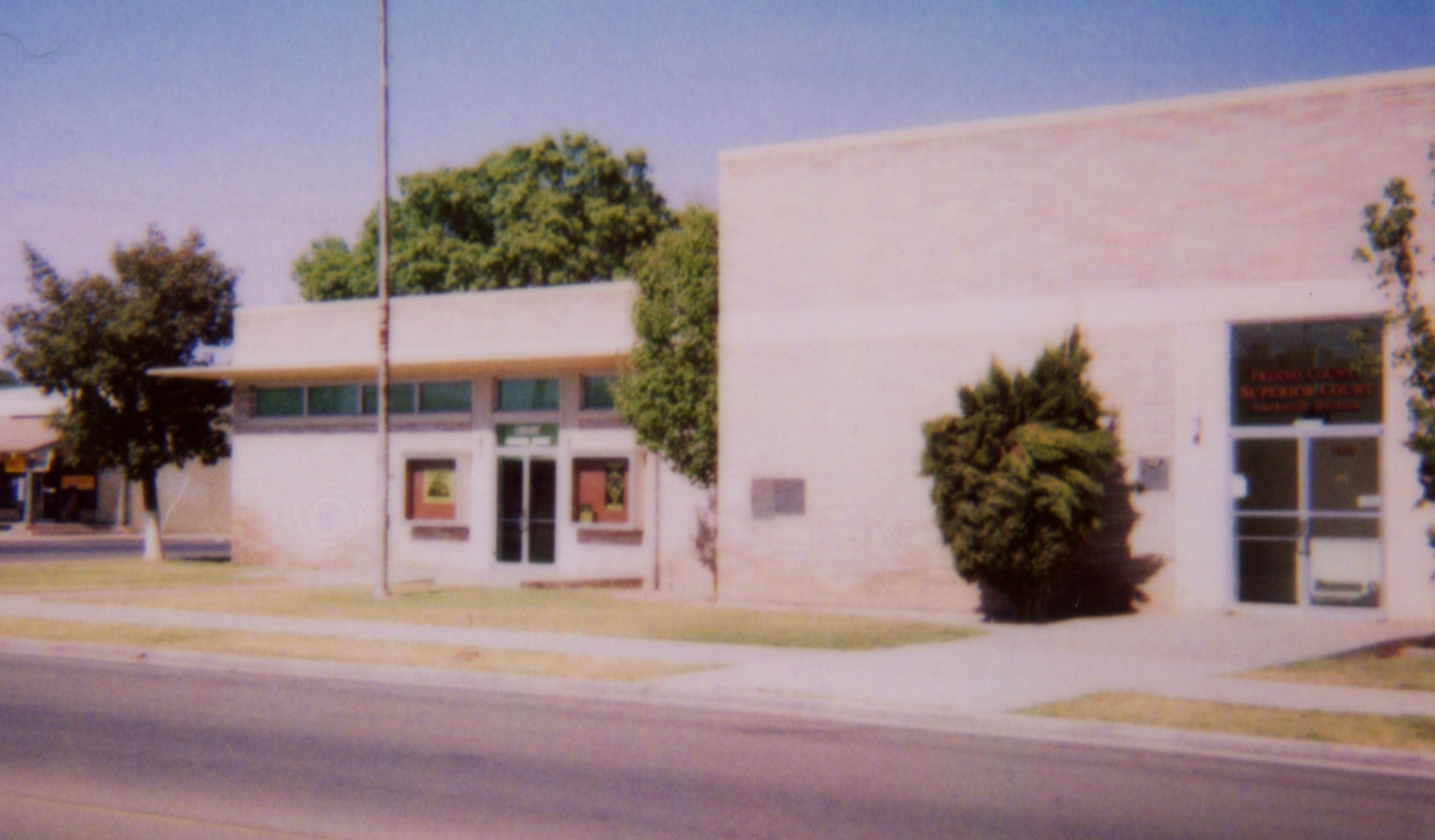
Biblioteca comunale (sinistra) e tribunale (destra).

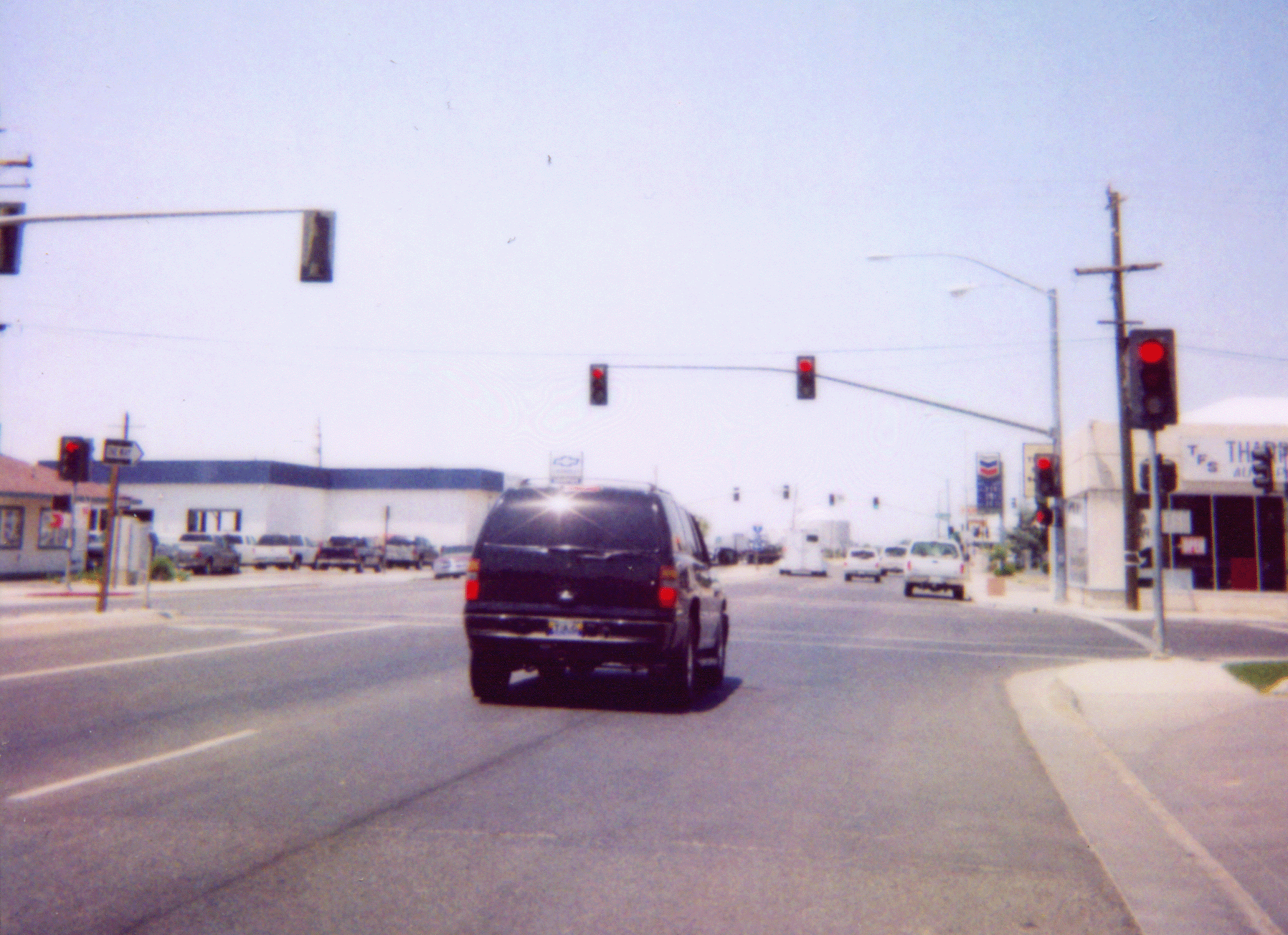
Northbound N St. (SR33) sulla 13ª strada. A sinistra Champion Chevrolet, 1200 N St. A destra Tharp's Farm Supply.

Firebaugh (conosciuta in precedenza come Firebaugh's Ferry) è una città della contea di Fresno, California, Stati Uniti d'America. Al censimento del 2010 la popolazione era di 7549 persone, in crescita rispetto alle 5743 del 2000. Il codice postale del paese è 93622, e la città si trova all'interno dell'area con codice 559.  Firebaugh si trova sulla riva occidentale del fiume San Joaquin, 60 km ad ovest di Fresno, ad un'altitudine di 46 metri. La State Route 33 (SR 33) attraversa la città poco ad ovest del centro cittadino. La San Joaquin Valley Railroad, West Side Subdivision, passa in periferia.
Fuori città, l'area è quasi interamente agricola in ogni direzione. La maggior parte dei campi coltivati lungo la SR33 contengono erba medica.

## Storia
La città prende il nome da Andrew D. Firebaugh (chiamato anche Fierbaugh), un imprenditore locale. Durante la corsa all'oro la più famosa impresa di Firebaugh era un traghetto. Trasportava le persone attraverso il fiume San Joaquin. Costruì anche una strada a pedaggio da Bell Station a Pacheco Pass. La strada a pedaggio correva accanto all'odierna State Route 152.
Firebaugh era una fermata della Butterfield Overland Stage.
L'ufficio postale di Firebaugh's Ferry fu in funzione dal 1860 al 1862, mentre quello di Firebaugh aprì nel 1865.
Negli anni 1880 l'area di Firebaugh faceva parte dell'immensa proprietà della Miller and Lux Company. Questa compagnia ebbe un ruolo fondamentale nella copertura dell'odierna tratta che va da Dos Palos a Mendota.
La città fu incorporata nel 1914.

## Geografia fisica
Secondo lo United States Census Bureau, la città ha un'area totale di 9.1 km², di cui 9.1 km² di terra ed il resto (l'1.62%) di acqua.

## Censimento del 2010
Il censimento degli Stati Uniti del 2010 afferma che Firebaugh aveva una popolazione di 7549 persone. La densità di popolazione era di 828,2 persone per km². Secondo la divisione etnica 4715 (62.5%) erano bianchi, 70 (0.9%) afroamericani, 116 (1.5%) nativi americani, 40 (0.5%) asiatici, 2371 (31.4%) di altre razze e 237 (3.1%) di due o più razze. Ispanici e latini erano 6887 delle persone (91.2%).
Vi erano 1920 nuclei familiari, di cui 1208 (62.9%) con figli minorenni, 1179 (61.4%) composti da coppie sposate, in 317 di loro (16.5%) non esisteva la figura paterna, in 182 (9.5%) non c'era quella materna. La dimensione media di una famiglia era di 4,17 unità.
Ben 2716 persone (36.0%) erano minorenni, 914 (12.1%) tra i 18 ed i 24 anni, 1923 (25.5%) tra i 25 ed i 44, 1504 (19.9%) tra i 45 ed i 64 e 492 (6.5%) oltre i 65. L'età media era di 26,4 anni.

## Nella cultura di massa
Nel loro album del 1985 intitolato Wönderful, i Circle Jerks, una famosa band punk di Los Angeles, hanno registrato una canzone intitolata Firebaugh. Il testo parla di visuale distopica di tensione razziale, violenza, alcolismo e noia.